# Tomás M. Pizarro
Tomás M. Pizarro Rojas (Chachapoyas, 30 de diciembre de 1884- Lima, 23 de enero de 1971) fue un destacado militar peruano. Fue contralmirante de la Marina de Guerra del Perú y Alcalde del Callao, y es bisabuelo del futbolista peruano Claudio Pizarro.

## Reseña biográfica
Tomás M. Pizarro nació en la ciudad de Chachapoyas, siendo el cuarto hijo del hacendado y político amazonense Juan M. Pizarro Farje y su esposa, María de los Dolores Rojas Mesía. A la edad de quince años viaja con su padre - quien era diputado por la provincia de Luya - a Lima, para enrolarse en la Escuela Militar Preparatoria y Naval. Su tío abuelo materno, el Ing. Hilario Farje Sánchez-Pareja lo impulsa a escoger la carrera naval (sobre el ejército), la cual inicia a bordo del pontón “Perú”.
En 1903 se gradúa y recibe el título de guardiamarina. Es enviado a Europa a perfeccionar sus conocimientos en los buques de la Real Marina Española, y a fines de este periodo es invitado a participar como Guardia de Honor en el matrimonio del rey Alfonso XIII y la princesa Victoria Eugenia de Battenberg, siendo testigo del fallido atentado perpetrado contra estos aquel 31 de mayo de 1906. En 1907, retorna al Perú y dos años después es destacado al departamento de Loreto para comandar la lancha “Iquitos” y participar en el conflicto con Colombia de 1911. Luego, es asignado al BAP Aguirre que se encontraba estacionado en Francia, en donde permanece hasta 1915.
En octubre de 1916 se casa con Sara Dávila Mesía en la ciudad de Hendaye, Francia, y retornan al Perú a establecerse en el balneario de La Punta, en donde continuaría su carrera naval. En 1917, toma el comando del BAP Bolognesi, en donde participa en la recepción y despedida de la Escuadra Americana del Atlántico, comandada por el almirante Henry B. Wilson, y en las maniobras por la celebración del centenario del desembarco de José de San Martín, realizadas en 1920. En 1923 es asignado como comandante del BAP Grau, el buque insignia de la flota peruana. En 1924, asume la posición de comandante de cadetes y marinerías en la Escuela Naval, en donde supervisa la expropiación de terrenos para la ampliación de dicha escuela. En 1928 es nombrado comandante de la División de Submarinos, encargándosele como tareas el supervisar la construcción y recepción de los submarinos R3 y R4, en Estados Unidos. En 1929, luego de la firma del Tratado de Lima, va en comisión de visita y fraternidad a Chile, país con el que se habían roto relaciones 50 años antes. En 1933 es nombrado comandante de la División de Destructores, y se le encomienda llevar a las tripulaciones del “Almirante Guise” y el “Almirante Villar” hasta Estonia con el fin de traer los buques al Callao. Durante su regreso le asignan una nueva tarea: Dar apoyo naval en el conflicto de Leticia con Colombia, ejerciendo la comandancia general de las fuerzas del Amazonas por un breve periodo. En 1934 pasa al Estado Mayor de la Marina, y en 1941 es ascendido al grado de Contraalmirante, para pasar a retiro en 1948 por límite de edad. 
En el año de 1959 es invitado a ocupar la alcaldía y la Junta de Obras Públicas del puerto del Callao, cargo que ejerció hasta 1962. Durante su periodo como alcalde, se enfocó en reordenar las cuentas, reorganizar el municipio y construir alrededor de 200 viviendas, entre otras cosas. En sus últimos años de vida, Pizarro fue responsable de las gestiones para dotar de alumbrado público la plaza de armas de su natal Chachapoyas, y fue también fundador del Club Departamental Amazonas, en Lima. Falleció el 23 de enero de 1971 en Lima, y sus restos reposan en el Cementerio El Ángel de dicha ciudad.

## Distinciones
- Cruz Peruana al Mérito Naval en el Grado de Gran Oficial (Perú)
- Insignia de Gran Oficial de la Orden Militar de Ayacucho (Perú)
- Medalla del Centenario de la Independencia Nacional (1921, Perú)
- Medalla del Centenario de la Batalla de Ayacucho (1924, Perú)
- Medalla de la ciudad de Valparaíso (1929, Chile)
- Insignia de Comendador de la Orden del Mérito (1929, Chile)
- Cruz de 1.ª Clase de Caballero de la Orden del Mérito Naval (España)
- Placa de 2.ª Clase de Caballero de la Orden del Mérito Naval (España)
- Placa de 3.ª Clase de Caballero de la Orden del Mérito Naval (España)
- Medalla de Puente Zampayo (España)